# 韦恩斯堡 (宾夕法尼亚州)
韦恩斯堡（Waynesburg）是美国宾夕法尼亚州格林县的一个自治市镇，是格林县的县城，位于匹兹堡以南约50英里（80公里）。2020年美国人口普查时，人口为3,987人。
韦恩斯堡周围地区下伏着几层焦煤，包括匹兹堡8号煤层、韦恩斯堡煤层和塞威克利（梅普尔敦）煤层。该地区还富含煤层气，煤层气正从美国最大的天然气储量——马塞卢斯页岩（Marcellus Shale）开采而来。20世纪初，四个大型气体压缩站和一个蒸汽铲工厂位于韦恩斯堡。
韦恩斯堡以“疯子”安东尼·韦恩将军命名，他是美国独立战争（1776-81）期间乔治·华盛顿的高级副官之一。该市镇是韦恩斯堡大学所在地，格林县机场为其提供服务。